# رومن بورکی
رومن بورکی (انگلیسی: Roman Bürki؛ زادهٔ ۱۴ نوامبر ۱۹۹۰) بازیکن فوتبال اهل کشور سوئیس است که برای باشگاه فوتبال «سنت لوئیس» بازی می‌کند.